# Tiorim Bwauro
Tiorim Bwauro – kiribatyjski polityk. 
Reprezentant okręgu Abemama. W latach 1982 i 1987-1991, członek kiribatyjskiego parlamentu.